# Stephen Dunn (Tontechniker)
Stephen Dunn (* 26. Dezember 1894 in Modesto, Kalifornien; † 3. Februar 1980 in Napa, Kalifornien) war ein US-amerikanischer Ingenieur mit kurzer aber eminent erfolgreicher Tätigkeit als Tontechniker beim Hollywoodfilm der 1940er Jahre.

## Leben
Dunn hatte an der University of California Ingenieurwissenschaft studiert. Von 1917 bis 1921 arbeitete er als Ingenieur für den Elektrizitätskonzern Westinghouse und war anschließend, von 1922 bis 1928, als Manager für die in San Francisco beheimatete Firma Clapp & La Moree tätig. 1928/29 wirkte Dunn als radio and public address designer, ehe er zum Rundfunkstudio der Produktionsfirma RKO als chief transmission engineer ging. Dort arbeitete er von 1930 bis 1942.
In den Jahren 1942 bis 1945 arbeitete Dunn bei nur vier RKO-Filmen als Tontechniker und erhielt für alle vier Leistungen eine Oscar-Nominierung in der Kategorie Bester Ton. Für Dies ist mein Land und Die Glocken von St. Marien konnte er 1944 respektive 1946 den Akademiepreis in Empfang nehmen. Für seine Arbeit zu Music in Manhattan erhielt er überdies den Scientific and Engineering Award. Bald danach zog sich Dunn wieder aus der Filmbranche zurück.

## Filmografie
- 1942: Es waren einmal Flitterwochen (Once Upon a Honeymoon)
- 1943: Dies ist mein Land (This Land is Mine)
- 1944: Music in Manhattan
- 1945: Die Glocken von St. Marien (The Bells of St. Mary)